# Lembosia memecylicola
Lembosia memecylicola är en svampart som beskrevs av Hosag. 2005. Lembosia memecylicola ingår i släktet Lembosia och familjen Asterinaceae.   Inga underarter finns listade i Catalogue of Life.